# Presa di Alessandria d'Egitto
La presa d'Alessandria fu la prima operazione bellica sul suolo egiziano della campagna d'Egitto. Il 2 luglio 1798 l'armata francese sbarcò e tolse con la forza ai giannizzeri la piazza di Alessandria d'Egitto.

## Antefatti
Dopo aver occupato l'isola di Malta, la flotta francese si diresse verso l'Egitto. Il comandante in capo dell'armata francese, generale Napoleone Bonaparte, e l'ammiraglio Brueys erano al corrente del fatto che la flotta inglese, al comando dell'ammiraglio Nelson, era alla loro ricerca. Il 21 giugno 1798 la flotta inglese sorpassò quella francese senza vederla, raggiunse la costa egiziana il 26 poi riprese le ricerche in direzione della Grecia.
Ignorando il passaggio della squadra di Nelson, Bonaparte giunse in vista di Alessandria d'Egitto il 1º luglio. Per evitare cattive sorprese provenienti dal mare, fu presa la decisione di uno sbarco immediato.

## Svolgimento
Nella notte fra l'1 ed il 2 luglio 1798, 7000 uomini sbarcarono nell'ansa di Marabut, a 13 chilometri dalla città. Senza attendere l'artiglieria e la cavalleria, il cui sbarco era rallentato dal mare mosso, Bonaparte marciò la notte sulla città alla testa di una forza tra i 4000 e i 5000 uomini.
Il tentativo d'intavolare una trattativa da parte dei francesi venne accolto a fucilate. Visto il cattivo stato delle fortificazioni, Bonaparte decise di ordinare l'attacco senza attendere l'arrivo dell'artiglieria..
I francesi si divisero in tre colonne: alla sinistra, Menou attaccò il "forte triangolare" e ricevette ben sette ferite. Kléber al centro e Bon a destra attaccarono le porte della città. Kléber ricevette una pallottola in fronte ma ne fu solo ferito e dopo un vivace scambio di colpi di fucile nella città,  questa passò sotto il controllo francese.

## Conseguenze
Dopo la conquista di Alessandria, l'armata francese aveva una base per le sue operazioni. Tuttavia lo stato di sfacelo della città come l'aspetto desertico dei dintorni la spinsero a entrare subito verso l'interno. Partito con il grosso dell'armata verso il Nilo, Napoleone lasciò ad Alessandria una guarnigione di 2000 uomini al comando del generale Kléber, convalescente, mentre il generale Menou assunse il comando di Rosetta.